# Simulium fibrinflatum
Simulium fibrinflatum är en tvåvingeart som beskrevs av Twinn 1936. Simulium fibrinflatum ingår i släktet Simulium och familjen knott. Inga underarter finns listade i Catalogue of Life.